# Zilverplevier
De zilverplevier (Pluvialis squatarola) is een vogel uit de familie Charadriidae.

## Kenmerken
Deze vrij forse (26–29 cm) en stevig uitziende vogel heeft een stevige zwarte snavel. In de broedtijd heeft de zilverplevier een zwarte buik maar in winterkleed is de onderkant wit. Hij lijkt dan wel wat op de iets kleinere goudplevier. Als hij opvliegt is hij echter goed te herkennen aan de zwarte oksels, de witte stuit en staart met een gestreepte zoom.

## Verspreiding en broedgebied
Zoals vele steltlopers is de zilverplevier een broedvogel van het hoge noorden. Hij broedt op de toendra van Siberië, Alaska en Canada. Overwinteren doet hij aan zowat alle kusten van de wereld. In Nederland is het een algemene doortrekker. De vogel is praktisch het hele jaar te zien in zowel het Waddengebied als de zoute delta in Zeeland. De hoogste aantallen worden geteld in mei, het minst in juni en juli, maar in de herfst is de vogel weer in grote aantallen present.
Zilverplevieren zoeken bij voorkeur naar voedsel op zojuist door eb drooggevallen modder.
De soort telt drie ondersoorten:
- P. s. squatarola: noordelijk Eurazië en Alaska.
- P. s. tomkovichi: Wrangel (noordoostelijk Siberië).
- P. s. cynosurae: noordelijk Canada.

## Status
De grootte van de populatie is in 2015 geschat op 490-630 duizend volwassen vogels. Op de Rode lijst van de IUCN heeft deze soort de status niet bedreigd.

## Afbeeldingen

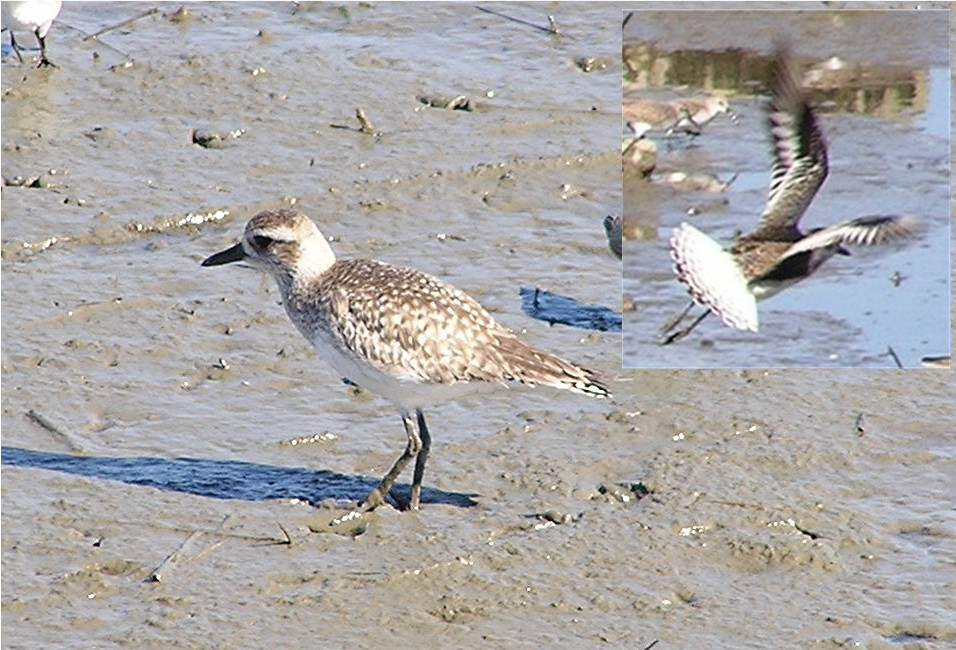
Winterkleed
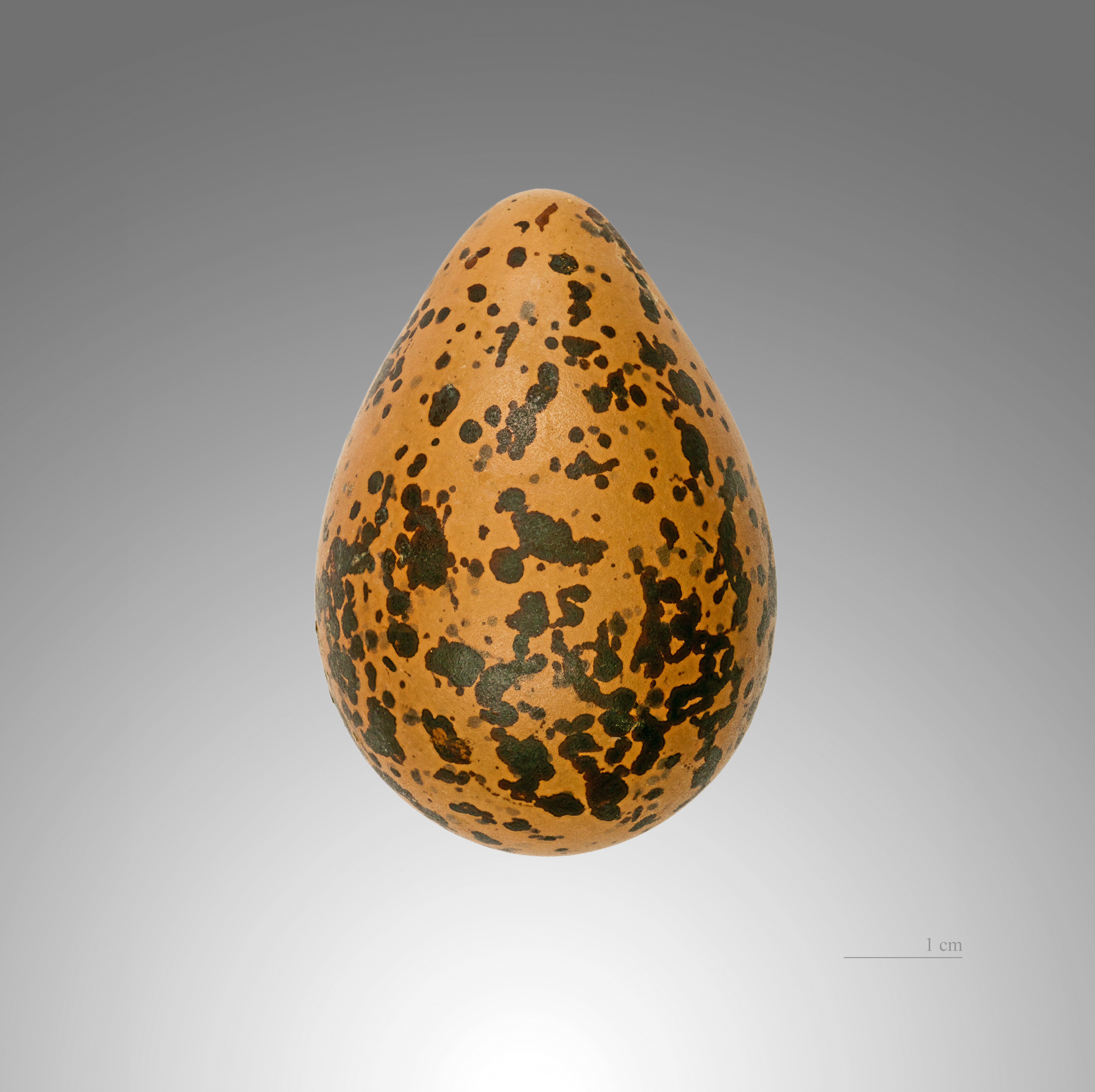
Ei